# شونینگن (زیگمارینگن)
شونینگن (به آلمانی: Schwenningen) یک شهر در آلمان است که در Sigmaringen واقع شده‌است. شونینگن ۱٬۵۵۲ نفر جمعیت دارد.